# Афанасіос Діакос
Афанасіос Діакос (грец. Αθανάσιος Διάκος, 1788, Артотіна, Фокіда — 1821) — герой Грецької революції, член товариства «Філікі Етерія».

## Ранні роки
Афанасій Дяк народився 1788 року в селі Артотіна, Фокіда. Його справжнє ім'я — Афанасіос Массаветас (грец. Αθανάσιος Μασσαβέτας).
Афанасіос був онуком відомого клефта, але мав потяг до релігії і у віці 12 років мати відправила його в монастир Святого Іоанна для навчання. Він став ченцем у віці 17 років, через силу відданості православ'ю дуже швидко висвячений у диякони. Згідно з народним переказом, Афанасій, будучи ченцем, убив після сварки турецького пашу, що зупинився в монастирі, що змусило його піти у гори до клефтів Калогероса.

## Клефт Афанасіос Діакос
Перебуваючи під командуванням капітана Цаміса Калогероса, Афанасіос відзначився у зіткненнях з турками. В одному з боїв Калогерос був поранений і ледь не потрапив до рук турків. Афанасіосз клинком у руці відбив його від турків і самотужки виніс пораненого, що знаходився в двох годинах ходу від місця зіткнення. Коли клефти зібралися, Калогерос заявив:
| «Коли я помру, Афанасіос стане вашим капітаном (головою)». |
За співпрацю з клефтами батько і старший брат Афанасіоса були вбиті турецьким загоном. Молодший брат Константінос врятувався. У той самий день Афанасіос помстився туркам, перебивши турецький загін. У ці роки Алі-паша Тепеленський у місті Яніна, Епір, виношуючи сепаратистські плани, зібрав навколо себе багато відомих воєначальників, албанців і греків, мусульман і християн. Афанасіос служив у війську Алі-паші два роки, з 1814 по 1816 рік.
Після Яніни Афанасіос перебував в Лівадії під командуванням Одіссеаса Андруцоса. 1818 року Афанасій посвячений у таємне товариство «Філікі Етерія», яке готувало повстання проти османів.

## Повстання
З початком повстання Афанасіос разом зі своїм соратником і другом Василісом Бусгосом повів повстанців до Лівадії. 4 квітня 1821 року після триденного бою за кожен будинок повстанці взяли міську фортецю і підняли над нею грецький прапор.
Того самого року, намагаючись зупинити наступаючих турків Кесе-мехмета в битві при Аламані, поблизу Фермопілів, поранений Афанасіос потрапив у полон. 24 квітня його привезли в Ламію. Турецьке населення закидало його камінням. Кесе-мехмет запропонував Діакосу, якщо він хоче жити, стати мусульманином, після чого він також міг би отримати і високе звання. Отримавши відповідь «Я народився греком, греком і помру», Кесе-мехмет дав наказ убити Діакоса.
Однак просто вбити Діакоса було недостатньо. Його посадили на палю і, за легендою, повільно смажили на вогні, так само, як готують молочного баранчика до Грецького Великодня. Кесе-мехмет прорахувався. Мученицька смерть Діакоса не нагнала страху на греків. Він навпаки увійшов до нової грецької міфології: героїчні, але не позбавлені лірики, народні пісні тих років оповідають про Діакоса як про весну і воскресіння Греції:
| «Дивись, в який час Харон мене кличе, І трави зеленіють, і все навколо цвіте.» |
Як і жертва спартанця Леоніда, полеглого в тих самих місцях 23 століття тому, так і жертва Афанасіоса Діакоса стала прикладом для інших греків.

## Вшанування пам'яті
- Після перемоги у визвольній війні 1821–1829 років і відновлення незалежної Грецької держави грецька армія посмертно присвоїла Афанасіосу Діакосу звання генерала.[9].

- Ім'ям Афанасіоса Діакоса названо село, в якому він народився.